# 1+1的幸福
《1+1的幸福》（英語：Love at Last Sight），為香港無綫電視製作之訪談節目，由汪明荃擔任主持，旁白為王祖藍、陳廷軒，合共5集, 為 2017「愛的季節」呈獻節目。由2017年1月22日逢星期日晚上20:30-21:30，於翡翠台播放，及於mytv提供節目重溫。
維繫一段長久的感情向來不是容易的事，皆因愛情路上必然會遇到許多考驗，情侶相愛之餘，還要懂得互相包容、信任，才能披荊斬棘，開花結果！適逢2017年是「雙春兼閏月」被視為結婚的好時年，「阿姐」汪明荃廣邀圈中「星級」情侶，分享相處之道及鮮為人知的愛情故事，笑中有淚之餘，又甜蜜窩心！「阿姐」還會以趣味小遊戲，考驗戀人之間的默契。此外，觀眾亦可參與其中，投選「心水」情侶組合。

## 每集嘉賓
| 集數 | 播映日期      | 嘉賓                                                         |
| 1    | 2017年1月22日 | 張頴康 與 麥雅緻、李偉誠 與 商天娥、陸浩明 與 陳詩欣（情侶） |
| 2    | 2017年1月29日 | 邵子風 與 蝦 頭（情侶）、周曉東 與 葉翠翠、胡諾言 與 陳琪    |
| 3    | 2017年2月5日  | 洪天明 與 周家蔚、林曉峰 與 康子妮、陳國邦 與 羅敏莊         |
| 4    | 2017年2月12日 | 吳岱融 與 鍾淑慧、陳奐仁 與 黃頤雅、區永權 與 蘇穎琪         |
| 5    | 2017年2月19日 | 林盛斌 與 黃碧玲、林子博 與 董燕君、林德勤 與 朱凱婷         |

## 資料來源
1. ↑  《1+1的幸福》零創意　汪明荃拍《女皇的盛宴》續集仲好睇？，香港01，2017年1月20日
2. ↑  TVB《1+1的幸福》慳皮偷圖？　原創者疑不知畫作被擅用，香港01，2017年1月22日
3. ↑  新節目《1+1的幸福》　汪明荃呻難請伴侶 （页面存档备份，存于），東網，2017年1月9日
4. ↑  從《有樓萬事足》到《1+1的幸福》看「後真相+Gimmick時代」 （页面存档备份，存于），評台，2017年2月23日
5. ↑  吳岱融 背後？《1+1的幸福》鐵漢柔情好男人！ （页面存档备份，存于），新Monday，2017年2月13日

## 外部連結
- TVB官方網頁（页面存档备份，存于）

## 電視節目的變遷
| 香港無綫電視翡翠台 星期日 20:30－21:30 時段 | 香港無綫電視翡翠台 星期日 20:30－21:30 時段 | 香港無綫電視翡翠台 星期日 20:30－21:30 時段 |
| ------------------------------------------- | ------------------------------------------- | ------------------------------------------- |
|                                             | 1+1的幸福 (2017.01.22 - 2017.02.19)         |                                             |
| 我愛香港絕密檔案 （2017.01.08）             | 流行經典50強 （2017.02.26 - 2017.04.16）    |                                             |